# Egisto Cagnoni
Egisto Cagnoni (Broni, 14 luglio 1875 – Harteim, 21 novembre 1944) è stato un sindacalista e politico italiano.

## Biografia
Dopo aver iniziato gli studi di giurisprudenza all'Università di Torino, li interruppe per impegnarsi nell'attività politica, sostenendo le rivendicazioni dei lavoratori agricoli delle Lomellina. Nel 1902 divenne segretario della Federazione proletaria della Lomellina, ma nel 1904 dovette riparare in Svizzera. 
Tornato in Italia grazie a un'amnistia nel 1908, riprese l'attività politica. Partecipò alle elezioni politiche per il collegio di Mortara nel 1904 e 1909, e riuscì finalmente eletto nel 1913, entrando alla Camera dei Deputati.
Come deputato, si oppose all'intervento nella Prima Guerra mondiale. Venne eletto sindaco di Mortara, entrò nella direzione del PSI e nel 1919 fu nuovamente eletto alla Camera, nel collegio di Pavia, e nel 1921 in quello di Milano. Fino al 1922 fu altresì segretario della Camera del Lavoro di Pavia.
Perseguitato dai fascisti fin dal periodo squadristico, dopo la presa del potere da parte di Mussolini dovette rinunziare all'attività politica e visse oscuramente e in difficili condizioni economiche.
Poté tornare alla politica dopo la caduta del fascismo nel 1943, e al tempo della repubblica di Salò si impegnò nella Resistenza. Catturato e internato prima a Fossoli, poi a Mauthausen, venne infine deportato nel castello di Hartheim, dove venne trucidato nella camera a gas.